# Samuel John Carter
Pour les articles homonymes, voir Carter.
Samuel John Carter, né le 1er mars 1835 à Swaffham dans le Norfolk, et mort le 1er mai 1892 à Londres, est un artiste et illustrateur anglais.

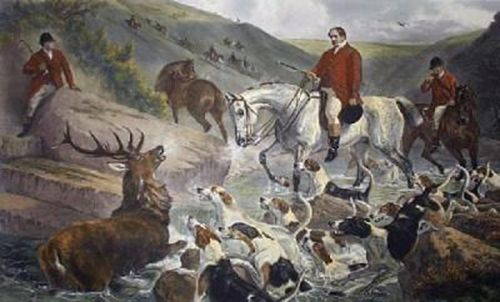
Mordaunt Fenwick-Bisset, M.F.H, 1825-1884, par Samuel John Carter

## Biographie
Samuel John Carter naît le 1er mars 1835 à Swaffham. Étudiant à Norwich, il vit à Londres et à Swaffham.
Il est un peintre animalier travaillant pour The Illustrated London News de 1867 à 1889. Il travaille également comme portraitiste dans sa région de Norfolk. Exposant à la Royal Academy, il reçoit des critiques positives de John Ruskin.
Il expose également à la British Institution, la Suffolk Street Gallery et à la Grafton Gallery entre 1855 et 1892.
Époux de Martha Joyce (vers 1837–1920) de Swaffham, le couple a dix fils et une fille. Howard Carter est leur plus jeune enfant.
Samuel John Carter meurt le 1er mai 1892 à Londres.